# Diaouled ar Menez
Diaouled ar Menez (bretonisch; deutsch: „Die Bergteufel“) ist eine Folkband aus der Bretagne.

## Geschichte
Die Band gründete sich im Herbst 1971 im Westen der Bretagne (Basse-Bretagne). Die Gründungsmitglieder waren Jean-Yves le Corre (auch Yann Erwan ar C’horr; Akkordeon, Gesang), Bruno le Manac’h (Yann ar Manac’h; Gitarre, Mandoline, Bass) und Philippe le Balp (Fulup ar Balp; Flöte, Bombarde, Binioù). Gelegentlich wirkte auch Per Guillou mit, der ebenfalls Blasinstrumente spielte. 1972 stieß der Bombarde-Spieler Yann Goasdoue dazu. Mit ihm nannte sich die Band Diaouled ar Menez. In der Folge gab es mehrere Umbesetzungen. Das erste Album, Diaouled ar Menez, wurde 1973 von ar Manac’h, ar C’horr, Goasdoue, dem Bombardespieler Mikael Sohier, dem Bassisten Tanguy le Doré (Tangi an Dore), dem Geiger, Gitarristen und Sänger Melaine Favennec sowie den Gastmusikern Fulub ar Strat (Biniou) und Yann Fanch ar Merdy (Schlagzeug) eingespielt. Die Plattenhülle ist ausschließlich mit bretonischsprachigen Texten versehen, der Gesang ist ebenfalls bretonisch. Damals verwendeten die Musiker die bretonischen Versionen ihrer Namen, heute benutzen sie ihre französischen Namen.
Die Band war durch Alan Stivell inspiriert, der damals mehrere Alben mit bretonischer Folk- und Folkrockmusik veröffentlicht hatte und in Westeuropa bekannt geworden war.
Diaouled ar Menez veröffentlichte mehrere Alben. Die Band in Frankreich auf, unter anderem auf zahlreichen Festoù Noz und im Pariser Olympia, und gaben in zahlreichen europäischen Länder Konzerte, darunter im deutschen Sprachraum.
Die Band spielt vor allem bretonische Volkstänze wie Gavotte, Plinn und Fisel. Die Mehrzahl der Lieder sind – wie in der bretonischen Volksmusik üblich – durch den Wechselgesang von zwei Sängern, den Wechsel von Gesang und Instrumentalpartien bzw. das Wechselspiel zweier Instrumente geprägt. Durch den treibenden Einsatz von Gitarre und Bass – gelegentlich auch dem Schlagzeug – neben den ohnehin sehr rhythmisch gespielten Blasinstrumenten erhalten einige Stücke einen rockigen Charakter.

## Diskografie

### Alben
- 1973: Diaouled ar Menez (Arfolk)
- 1977: Atav ez eom (Arfolk)
- 1987: Merc’h an diaoul (Escalibur)
- 1997: Chauffe la breizh (Kompilation; Escalibur)

### Singles
- 1972: Es dro / Ton doubl (Noroit Production)
- 1972/73: An Gwezenn Avalou / Ar vugale laouem (Arfolk)